# Scuola dei Tessitori di Tela
La Scuola dei Tessitori da Tela de Lino abritait l’école de dévotion et de charité de l'art des fabricants de tissus en lin de Venise. Elle est située campo S. Marcuola dans le sestiere de Cannaregio.

## L'art des tessitori di tela
Les tessitori di tela di lino  ( L'Art de la toile de lin) rassemblait les tisserands (testori) qui ont réalisé les toiles de draps de lin.
Leur sainte patronne était Sainte Hélène, impératrice. avec autel en l'église San Marcuola.
Les statistiques de 1773 ont rapporté: 62 capimaestri, 17 garzoni, 90 travailleurs, 50 boutiques, 120 dépôts en usage et 30 sans usage.